# Франческо Нітто Пальма
Нітто Франческо Пальма (італ. Nitto Francesco Palma; нар. 3 березня 1950, Рим) — італійський юрист і політик, міністр юстиції (липень-листопад 2011).

## Біографія
З травня 1978 по вересень 1979 року був суддею в Венеції, з вересня 1979 по січень 1993 року — помічник прокурора Республіки в Римі (займався проблемами організованої злочинності, наркоторгівлі та тероризму, перебував у місцевому управлінні боротьби з мафією). Здійснював розслідування діяльності терористичних угруповань: неофашистських Третьою позиції і Революційних збройних осередків, лівацького Комуністичного партизанського руху, підрозділу Червоних бригад під назвою «Збройне повстання проти державної влади» (Insurrezione Armata contro i poteri dello Stato) та інших, брав участь в італійській частині проведеного ФБР розслідування наркотрафіку Pizza connection, боровся з «новою Каморрою», займався слідством проти мафіозо Бенедетто Сантапаола та інших. Також був залучений до боротьби зі зловживаннями державною владою в комуні Рима і з чорними фондами ЦРУ і КДБ. З січня 1993 по грудень 1994 року і з січня 1996 по лютий 2001 року — помічник прокурора в Національному управлінні боротьби з мафією (з лютого 1996 по травень 2000 року працював в окружному управлінні боротьби з мафією в Реджо-Калабрії, де також взяв участь у гучних процесах). З грудня 1994 по січень 1996 року також ще працював в апараті Міністерства помилування і юстиції при міністрах Альфредо Біонді і Філіппо Манкузо, займаючи в числі інших посади заступника начальника апарату і директора управління міжнародних зв'язків.
У 2001—2006 роках входив до фракції партії «Вперед, Італія» Палати депутатів 14-го скликання.
У 2001 році виступив із законодавчою ініціативою про припинення всіх юридичних розслідувань проти обраних парламентаріїв на весь термін їх повноважень. На думку Пальми, закон повинен був мати зворотну силу, і в разі набрання ним чинності означав би затримку слідства за різними звинуваченнями проти його однопартійців — Берлусконі, Делль'Утрі і Чезаре Превіті. Законопроєкт був відхилений, але в 2006 році Пальма пішов на вибори в Сенат від Ломбардії.
У 2003 році ініціював створення комісії з розслідування діяльності правоохоронних органів під час операції «Чисті руки». Обгрунтовуючи необхідність такого кроку, Пальма заявив, що необхідно розібратися, чому в ході згаданої операції деяким політичним партіям приділялася набагато більше уваги, ніж іншим.
У 2006—2013 роках входив до фракції «Вперед, Італія» і Народу свободи Сенату 15-го і 16-го скликань.
У четвертому уряді Берлусконі з 12 травня 2008 по 27 липня 2011 року був молодшим статс-секретарем Міністерства внутрішніх справ, а потім до 16 листопада 2011 року — міністром юстиції.
У 2013 році переобраний в Сенат від регіону Кампанія, з 8 травня 2013 по 20 січня 2016 року очолював 2-у постійну комісію Сенату (юридичну).